# 足利国朝
足利 国朝（あしかが くにとも）は、安土桃山時代の武士。喜連川 国朝（きつれがわ くにとも）とも。官職は右兵衛督（『喜連川判鑑』）（『寛政重修諸家譜』では左兵衛督）。
『喜連川判鑑』では男性の関東公方家当主としては唯一、花押の記載がない。

## 生涯
元亀3年（1572年）、足利頼純（頼淳）の嫡男として誕生。すなわち小弓公方・足利義明の孫にあたる。母は佐野晴綱（大炊介）の娘。童名は乙若丸。16世紀末期、関東公方の末裔である古河公方と、それから分裂した小弓公方は後北条氏に圧迫されて凋落し、第一次国府台合戦で戦死した義明の遺児である頼純は安房国の里見義康に庇護され、頼純の子の国朝・頼氏兄弟も里見氏の下で育った。
天正18年（1590年）、小田原征伐で後北条氏を滅ぼし関東を平定した豊臣秀吉は、足利頼純に対して下野国喜連川の地に400貫の領地を与えた。さらに翌年3月7日、秀吉は古河公方義氏の娘・氏姫（氏女）と国朝の結婚を命じた。これ以降、国朝とその後裔は「喜連川」の苗字を称した。秀吉によるこれらの措置は、名家である足利家の血筋が絶えることを惜しんだためとする見解が一般的だが、後北条氏の後に関東を領することとなった徳川家康への牽制効果を期待して、なお影響力が残っていた関東公方の権威を利用しようとしたとの指摘もある。しかし、古河公方の跡取り娘である氏姫と、古河公方から離反して小弓公方を興した義明の孫である国朝の結婚は秀吉による政略的な要素が強く、国朝が秀吉から与えられた喜連川の所領に居住したのに対して氏姫たちは古河の鴻巣館で暮らし続け、のちの喜連川藩立藩の際にも喜連川には足を踏み入れなかったという。結局、国朝と氏姫の間に子は生まれなかった。
文禄元年（1592年）、国朝は足利氏所縁の寺である鑁阿寺の中御堂を再建しているが、翌文禄2年2月1日（1593年3月3日）、文禄の役に従軍して肥前国名護屋に赴く途上の安芸国海田にて、22歳で病死した。法名は法常院殿球山良公（『喜連川判鑑』）（『寛政重修諸家譜』では就山成公法常院）。喜連川の璉光院に葬られた。
国朝の没後、氏姫は秀吉の命によって国朝の弟・頼氏と再婚して義親を産み、これにより古河公方と小弓公方の家系は統合されて喜連川家が成立した。

## 諱について
諱の「国」（旧字体:國）、「朝」の両字とも、祖先にあたる河内源氏の人物に使用例があるが、佐藤博信は、足利家国からの偏諱としている。